# 佐伯忠義
佐伯 忠義（さへき ただよし、1897年（明治30年）11月19日 - 1969年（昭和44年）4月8日）は、大正から昭和期の農業指導者、政治家。衆議院議員、鳥取県西伯郡天津村長。

## 経歴
鳥取県西伯郡天津村大字福成（西伯町を経て現南部町）で生まれる。1911年（明治44年）法勝寺実業専修学校を卒業した。農業を営む。
天津村長に在任。1937年（昭和12年）4月、鳥取県会議員に選出され、1947年（昭和22年）まで在任。また、鳥取県産業組合連合会幹事、西伯郡畜産組合長、天津村農会長、同産業組合長、西伯郡家畜保険組合長、鳥取県農業会理事、同粗飼料製粉組合長、同馬匹組合長、同酪農組合連絡会長などを務めた。
1946年（昭和21年）4月の第22回衆議院議員総選挙で鳥取県全県区から日本進歩党公認で出馬して当選し、のちに民主党に所属して衆議院議員に1期在任した。その後、公職追放となった。
その後、全国和牛農業協同組合連合会長、鳥取めん羊組合連合会長、島根めん羊組合連合会長、鳥取県種牡豚協会長、自由民主党鳥取県連幹事長などを務めた。